# Liste der Nummer-eins-Hits in Deutschland (1984)
Diese Liste enthält alle Nummer-eins-Hits in Deutschland im Jahr 1984. Es gab in diesem Jahr 14 Nummer-eins-Singles und zehn Nummer-eins-Alben.

## Singles
| ← 1983 ← | Liste der Nummer-eins-Hits in Deutschland | Liste der Nummer-eins-Hits in Deutschland | Liste der Nummer-eins-Hits in Deutschland                                                                            | 1985 →                    |
| \| Zeitraum \| Wo. ges. \| Interpret \| Titel Autor(en) \| Zusätzliche Informationen \| \| (Zeitraum, Wochen auf Platz eins, Interpret, Titel, Autor[en], zusätzliche Informationen) \| \| \| \| \| \| ----------------------------------------------------------------------------------------- \| -------- \| ----------------------------- \| -------------------------------------------------------------------------------------------------------------------- \| ------------------------- \| \| 14. November 1983 – 1. Januar 1984 7 Wochen \| 7 \| Paul Young \| Come Back and Stay Jack N. Lee \| – \| \| 2. Januar 1984 – 26. Februar 1984 8 Wochen \| 8 \| Nino de Angelo \| Jenseits von Eden Christopher J. Evans Ironside, Kurt Gebegern \| – \| \| 27. Februar 1984 – 4. März 1984 1 Woche \| 1 \| The Flying Pickets \| Only You Vincent John Martin \| – \| \| 5. März 1984 – 8. April 1984 5 Wochen \| 5 \| Frankie Goes to Hollywood \| Relax Musik: Peter Gill, William Johnson, Mark William O’Toole; Text: William Johnson \| – \| \| 9. April 1984 – 29. April 1984 3 Wochen \| 3 \| Alphaville \| Big in Japan Musik: Marian Gold, Frank Mertens, Bernhard Lloyd; Text: Marian Gold \| – \| \| 30. April 1984 – 20. Mai 1984 3 Wochen \| 3 \| Depeche Mode \| People Are People Martin Lee Gore \| – \| \| 21. Mai 1984 – 17. Juni 1984 4 Wochen \| 4 \| Real Life \| Send Me an Angel David Thomas Sterry, Richard Zatorski \| – \| \| 18. Juni 1984 – 29. Juli 1984 6 Wochen \| 6 \| Laura Branigan \| Self Control Musik: Giancarlo Bigazzi, Raffaele Riefoli; Text: Steve Piccolo \| – \| \| 30. Juli 1984 – 5. August 1984 1 Woche \| 1 \| Frankie Goes to Hollywood \| Two Tribes Peter Gill, William Johnson, Mark William O’Toole \| – \| \| 6. August 1984 – 2. September 1984 4 Wochen \| 4 \| Evelyn Thomas \| High Energy Ian Geoffrey Levine, Fiachra Terence Wilbraham Trench \| – \| \| 3. September 1984 – 30. September 1984 4 Wochen \| 4 \| Giorgio Moroder \| Reach Out Musik: Giorgio Moroder; Text: Richard Frank Zito, Paul Robert Engemann, Giorgio Moroder \| – \| \| 1. Oktober 1984 – 11. November 1984 6 Wochen \| 6 \| Stevie Wonder \| I Just Called to Say I Love You Stevie Wonder \| – \| \| 12. November 1984 – 9. Dezember 1984 4 Wochen \| 4 \| Jermaine Jackson & Pia Zadora \| When the Rain Begins to Fall Michael Robert Bradley, Peggy March, Steve Wittmack \| – \| \| 10. Dezember 1984 – 6. Januar 1985 4 Wochen \| 4 \| Duran Duran \| The Wild Boys Nicholas James Bates, Simon John Charles Le Bon, Nigel John Taylor, Andrew Taylor, Roger Andrew Taylor \| – \| |                                           |                                           | |                           |
| ← 1983 |                                           |                                           | | → 1985 →                  |
| Zeitraum | Wo. ges.                                  | Interpret                                 | Titel Autor(en) | Zusätzliche Informationen |
| (Zeitraum, Wochen auf Platz eins, Interpret, Titel, Autor[en], zusätzliche Informationen) |                                           |                                           | |                           |
| 14. November 1983 – 1. Januar 1984 7 Wochen | 7                                         | Paul Young                                | Come Back and Stay Jack N. Lee                                                                                       | –                         |
| 2. Januar 1984 – 26. Februar 1984 8 Wochen | 8                                         | Nino de Angelo                            | Jenseits von Eden Christopher J. Evans Ironside, Kurt Gebegern                                                       | –                         |
| 27. Februar 1984 – 4. März 1984 1 Woche | 1                                         | The Flying Pickets                        | Only You Vincent John Martin                                                                                         | –                         |
| 5. März 1984 – 8. April 1984 5 Wochen | 5                                         | Frankie Goes to Hollywood                 | Relax Musik: Peter Gill, William Johnson, Mark William O’Toole; Text: William Johnson                                | –                         |
| 9. April 1984 – 29. April 1984 3 Wochen | 3                                         | Alphaville                                | Big in Japan Musik: Marian Gold, Frank Mertens, Bernhard Lloyd; Text: Marian Gold                                    | –                         |
| 30. April 1984 – 20. Mai 1984 3 Wochen | 3                                         | Depeche Mode                              | People Are People Martin Lee Gore                                                                                    | –                         |
| 21. Mai 1984 – 17. Juni 1984 4 Wochen | 4                                         | Real Life                                 | Send Me an Angel David Thomas Sterry, Richard Zatorski                                                               | –                         |
| 18. Juni 1984 – 29. Juli 1984 6 Wochen | 6                                         | Laura Branigan                            | Self Control Musik: Giancarlo Bigazzi, Raffaele Riefoli; Text: Steve Piccolo                                         | –                         |
| 30. Juli 1984 – 5. August 1984 1 Woche | 1                                         | Frankie Goes to Hollywood                 | Two Tribes Peter Gill, William Johnson, Mark William O’Toole                                                         | –                         |
| 6. August 1984 – 2. September 1984 4 Wochen | 4                                         | Evelyn Thomas                             | High Energy Ian Geoffrey Levine, Fiachra Terence Wilbraham Trench                                                    | –                         |
| 3. September 1984 – 30. September 1984 4 Wochen | 4                                         | Giorgio Moroder                           | Reach Out Musik: Giorgio Moroder; Text: Richard Frank Zito, Paul Robert Engemann, Giorgio Moroder                    | –                         |
| 1. Oktober 1984 – 11. November 1984 6 Wochen | 6                                         | Stevie Wonder                             | I Just Called to Say I Love You Stevie Wonder                                                                        | –                         |
| 12. November 1984 – 9. Dezember 1984 4 Wochen | 4                                         | Jermaine Jackson & Pia Zadora             | When the Rain Begins to Fall Michael Robert Bradley, Peggy March, Steve Wittmack                                     | –                         |
| 10. Dezember 1984 – 6. Januar 1985 4 Wochen | 4                                         | Duran Duran                               | The Wild Boys Nicholas James Bates, Simon John Charles Le Bon, Nigel John Taylor, Andrew Taylor, Roger Andrew Taylor | –                         |

## Alben
| ← 1983 ← | Liste der Nummer-eins-Alben in Deutschland | Liste der Nummer-eins-Alben in Deutschland | Liste der Nummer-eins-Alben in Deutschland | 1985 →                    |
| \| Zeitraum \| Wo. ges. \| Interpret \| Titel \| Zusätzliche Informationen \| \| (Zeitraum, Wochen auf Platz eins, Interpret, Titel, zusätzliche Informationen) \| \| \| \| \| \| ------------------------------------------------------------------------------ \| -------- \| ------------------------ \| -------------------------- \| ------------------------- \| \| 28. November 1983 – 12. Februar 1984 11 Wochen \| 11 \| Paul Young \| No Parlez \| – \| \| 13. Februar 1984 – 11. März 1984 4 Wochen (insgesamt 7) \| 7 \| Nena \| ? (Fragezeichen) \| – \| \| 12. März 1984 – 18. März 1984 1 Woche (insgesamt 2) \| 2 \| Peter Maffay \| Carambolage \| – \| \| 19. März 1984 – 25. März 1984 1 Woche (insgesamt 7) \| 7 \| Nena \| ? (Fragezeichen) \| – \| \| 26. März 1984 – 1. April 1984 1 Woche (insgesamt 2) \| 2 \| Peter Maffay \| Carambolage \| – \| \| 2. April 1984 – 8. April 1984 1 Woche (insgesamt 6) \| 6 \| The Alan Parsons Project \| Ammonia Avenue \| – \| \| 9. April 1984 – 22. April 1984 2 Wochen (insgesamt 7) \| 7 \| Nena \| ? (Fragezeichen) \| – \| \| 23. April 1984 – 27. Mai 1984 5 Wochen (insgesamt 6) \| 6 \| The Alan Parsons Project \| Ammonia Avenue \| – \| \| 28. Mai 1984 – 24. Juni 1984 4 Wochen (insgesamt 5) \| 5 \| Chris de Burgh \| Man on the Line \| – \| \| 25. Juni 1984 – 8. Juli 1984 2 Wochen \| 2 \| BAP \| Zwesche Salzjebäck un Bier \| – \| \| 9. Juli 1984 – 15. Juli 1984 1 Woche (insgesamt 5) \| 5 \| Chris de Burgh \| Man on the Line \| – \| \| 16. Juli 1984 – 16. September 1984 9 Wochen \| 9 \| Mike Oldfield \| Discovery \| – \| \| 17. September 1984 – 14. Oktober 1984 4 Wochen (insgesamt 5) \| 5 \| Herbert Grönemeyer \| 4630 Bochum \| – \| \| 15. Oktober 1984 – 21. Oktober 1984 1 Woche (insgesamt 10) \| 10 \| Sade \| Diamond Life \| – \| \| 22. Oktober 1984 – 28. Oktober 1984 1 Woche (insgesamt 5) \| 5 \| Herbert Grönemeyer \| 4630 Bochum \| – \| \| 29. Oktober 1984 – 23. Dezember 1984 8 Wochen (insgesamt 10) \| 10 \| Sade \| Diamond Life \| – \| \| 24. Dezember 1984 – 27. Januar 1985 5 Wochen \| 5 \| Duran Duran \| Arena \| – \| |                                            |                                            |                                            |                           |
| ← 1983 |                                            |                                            |                                            | → 1985 →                  |
| Zeitraum | Wo. ges.                                   | Interpret                                  | Titel                                      | Zusätzliche Informationen |
| (Zeitraum, Wochen auf Platz eins, Interpret, Titel, zusätzliche Informationen) |                                            |                                            |                                            |                           |
| 28. November 1983 – 12. Februar 1984 11 Wochen | 11                                         | Paul Young                                 | No Parlez                                  | –                         |
| 13. Februar 1984 – 11. März 1984 4 Wochen (insgesamt 7) | 7                                          | Nena                                       | ? (Fragezeichen)                           | –                         |
| 12. März 1984 – 18. März 1984 1 Woche (insgesamt 2) | 2                                          | Peter Maffay                               | Carambolage                                | –                         |
| 19. März 1984 – 25. März 1984 1 Woche (insgesamt 7) | 7                                          | Nena                                       | ? (Fragezeichen)                           | –                         |
| 26. März 1984 – 1. April 1984 1 Woche (insgesamt 2) | 2                                          | Peter Maffay                               | Carambolage                                | –                         |
| 2. April 1984 – 8. April 1984 1 Woche (insgesamt 6) | 6                                          | The Alan Parsons Project                   | Ammonia Avenue                             | –                         |
| 9. April 1984 – 22. April 1984 2 Wochen (insgesamt 7) | 7                                          | Nena                                       | ? (Fragezeichen)                           | –                         |
| 23. April 1984 – 27. Mai 1984 5 Wochen (insgesamt 6) | 6                                          | The Alan Parsons Project                   | Ammonia Avenue                             | –                         |
| 28. Mai 1984 – 24. Juni 1984 4 Wochen (insgesamt 5) | 5                                          | Chris de Burgh                             | Man on the Line                            | –                         |
| 25. Juni 1984 – 8. Juli 1984 2 Wochen | 2                                          | BAP                                        | Zwesche Salzjebäck un Bier                 | –                         |
| 9. Juli 1984 – 15. Juli 1984 1 Woche (insgesamt 5) | 5                                          | Chris de Burgh                             | Man on the Line                            | –                         |
| 16. Juli 1984 – 16. September 1984 9 Wochen | 9                                          | Mike Oldfield                              | Discovery                                  | –                         |
| 17. September 1984 – 14. Oktober 1984 4 Wochen (insgesamt 5) | 5                                          | Herbert Grönemeyer                         | 4630 Bochum                                | –                         |
| 15. Oktober 1984 – 21. Oktober 1984 1 Woche (insgesamt 10) | 10                                         | Sade                                       | Diamond Life                               | –                         |
| 22. Oktober 1984 – 28. Oktober 1984 1 Woche (insgesamt 5) | 5                                          | Herbert Grönemeyer                         | 4630 Bochum                                | –                         |
| 29. Oktober 1984 – 23. Dezember 1984 8 Wochen (insgesamt 10) | 10                                         | Sade                                       | Diamond Life                               | –                         |
| 24. Dezember 1984 – 27. Januar 1985 5 Wochen | 5                                          | Duran Duran                                | Arena                                      | –                         |

## Jahreshitparaden
| ← 1983 ← | Liste der Jahres-Nummer-eins-Hits in Deutschland | Liste der Jahres-Nummer-eins-Hits in Deutschland | Liste der Jahres-Nummer-eins-Hits in Deutschland | 1985 →   |
| \| Singles \| Position# \| Alben \| \| --------------------------------------------------------------------------------------------------------------- \| --------- \| ------------------------------ \| \| Self Control Laura Branigan Musik: Giancarlo Bigazzi, Raffaele Riefoli; Text: Steve Piccolo \| 1 \| 4630 Bochum Herbert Grönemeyer \| \| Jenseits von Eden Nino de Angelo Christopher J. Evans Ironside, Kurt Gebegern, Joachim Horn-Bernges \| 2 \| Man on the Line Chris de Burgh \| \| Relax Frankie Goes to Hollywood Musik: Peter Gill, William Johnson, Mark William O’Toole; Text: William Johnson \| 3 \| ? (Fragezeichen) Nena \| \| Such a Shame Talk Talk Mark David Hollis \| 4 \| Can’t Slow Down Lionel Richie \| \| Big in Japan Alphaville Musik: Marian Gold, Frank Mertens, Bernhard Lloyd; Text: Marian Gold \| 5 \| Thriller Michael Jackson \| \| I Just Called to Say I Love You Stevie Wonder \| 6 \| Discovery Mike Oldfield \| \| Send Me an Angel Real Life David Thomas Sterry, Richard Zatorski \| 7 \| Carambolage Peter Maffay \| \| Guardian Angel Masquerade Christopher J. Evans Ironside, Kurt Gebegern \| 8 \| No Parlez Paul Young \| \| High Energy Evelyn Thomas Ian Geoffrey Levine, Fiachra Terence Wilbraham Trench \| 9 \| Zwesche Salzjebäck un Bier BAP \| \| Two Tribes Frankie Goes to Hollywood Peter Gill, William Johnson, Mark William O’Toole \| 10 \| The Works Queen \| |                                                  |                                                  |                                                  |          |
| ← 1983 |                                                  |                                                  |                                                  | → 1985 → |
| Singles | Position#                                        | Alben                                            |                                                  |          |
| Self Control Laura Branigan Musik: Giancarlo Bigazzi, Raffaele Riefoli; Text: Steve Piccolo | 1                                                | 4630 Bochum Herbert Grönemeyer                   |                                                  |          |
| Jenseits von Eden Nino de Angelo Christopher J. Evans Ironside, Kurt Gebegern, Joachim Horn-Bernges | 2                                                | Man on the Line Chris de Burgh                   |                                                  |          |
| Relax Frankie Goes to Hollywood Musik: Peter Gill, William Johnson, Mark William O’Toole; Text: William Johnson | 3                                                | ? (Fragezeichen) Nena                            |                                                  |          |
| Such a Shame Talk Talk Mark David Hollis | 4                                                | Can’t Slow Down Lionel Richie                    |                                                  |          |
| Big in Japan Alphaville Musik: Marian Gold, Frank Mertens, Bernhard Lloyd; Text: Marian Gold | 5                                                | Thriller Michael Jackson                         |                                                  |          |
| I Just Called to Say I Love You Stevie Wonder | 6                                                | Discovery Mike Oldfield                          |                                                  |          |
| Send Me an Angel Real Life David Thomas Sterry, Richard Zatorski | 7                                                | Carambolage Peter Maffay                         |                                                  |          |
| Guardian Angel Masquerade Christopher J. Evans Ironside, Kurt Gebegern | 8                                                | No Parlez Paul Young                             |                                                  |          |
| High Energy Evelyn Thomas Ian Geoffrey Levine, Fiachra Terence Wilbraham Trench | 9                                                | Zwesche Salzjebäck un Bier BAP                   |                                                  |          |
| Two Tribes Frankie Goes to Hollywood Peter Gill, William Johnson, Mark William O’Toole | 10                                               | The Works Queen                                  |                                                  |          |